# Městečko Pines
Městečko Pines (v anglickém originále Wayward Pines) je americký televizní seriál, který je založen na motivech románové trilogie Městečko Pines od Blakea Croucha. Úvodní díl seriálu měl premiéru 14. května 2015, první řada byla ukončena 23. července 2015. Poté, co televize Fox změnila politiku ukončování seriálů, byla ohlášena druhá řada, a to na léto 2016.

## Obsazení

### Hlavní
- Matt Dillon jako Ethan Burke, tajný agent
- Carla Gugino jako Kate Hewsonová, jedna z hledaných agentů a dávná milenka Ethana
- Toby Jones jako David Pilcher/Dr.Jenkins, vědec, který našel Wayward Pines
- Shannyn Sossamon jako Theresa Burkeová, Ethanova manželka
- Reed Diamond jako Harold Ballinger, výrobce hraček a manžel Kate
- Tim Griffin jako Adam Hassler, Ethanův šéf v tajné službě
- Charlie Tahan jako Ben Burke, Ethanův a Theresin syn
- Juliette Lewis jako Beverly, barmanka, která se chystá uprchnout s Ethanem
- Melissa Leo jako Pamela Pilcherová, zdravotní sestra v Wayward Pines a sestra Davida Pilchera
- Terrence Howard jako šerif Arnold Pope, striktní šerif Wayward Pines

### Vedlejší
- Siobhan Fallon Hogan jako Arlene Moranová, sekretářka v kanceláři u šerifa
- Justin Kirk jako Peter McCall, realitní agent
- Sarah Jeffery jako Amy, Benova přítelkyně a studentka akademie Wayward Pines
- Hope Davis jako Megan Fisherová, manželka starosty, ředitelka akademie Wayward Pines a bývalá hypnoterapistka
- Barclay Hope jako Brad Fisher, starosta Wayward Pines a manžel Megan
- Mike McShane jako Velký Bill, realitní agent

## Epizody
| Číslo | Název                                           | Režie             | Scénář                                                 | Premiéra          |
| ----- | ----------------------------------------------- | ----------------- | ------------------------------------------------------ | ----------------- |
| 1     | Where Paradise Is Home                          | M.Night Shyamalan | Chad Hodge                                             | 14. května 2015   |
| 2     | Do Not Discuss Your Life Before                 | Charlotte Sieling | Chad Hodge                                             | 21. května 2015   |
| 3     | Our Town, Our Law                               | Zal Batmanglij    | Chad Hodge                                             | 28. května 2015   |
| 4     | One of Our Senior Realtors Has Chosen to Retire | Zal Batmanglij    | Steven Levenson                                        | 4. června 2015    |
| 5     | The Truth                                       | James Foley       | Blake Crouch a Duffer Brothers                         | 11. června 2015   |
| 6     | Choices                                         | Jeff T. Thomas    | Duffer Brothers a Brett Conrad                         | 25. června 2015   |
| 7     | Betrayal                                        | Steve Shill       | Rob Fresco                                             | 2. července 2015  |
| 8     | The Friendliest Place on Earth                  | Tom Hunter        | Patrick Aison a Rob Fresco & Chad Hodge & Blake Crouch | 9. července 2015  |
| 9     | A Reckoning                                     | Nimród Antal      | The Duffer Brothers                                    | 16. července 2015 |
| 10    | Cycle                                           | Tim Hunter        | The Duffer Brothers a Chad Hodge & Blake Crouch        | 23. července 2015 |